# Комане
Комане је насеље које је било у саставу некадашње опћине Темал, Округ Скадар, Албанија. Од 2015. дио је опћине Дањски Брод. Команска водоцентрала носи име по насељу. По овом мјесту се назива и античка (илирска) Команска култура.
Иван Јастребов је записао да се Комане налази у подножју високе планине. На тој планини су сачувани остаци утврђења по имену Далмација. Због повољног положаја, Јастребов закучује да је у старија времена ту морао бити град (варош). Пловидбу Дримом даље од овога мјеста је тада отежавала стијена у самој ријеци, код овог села. Јастребов је сматрао да би је због несметане даље пловидбе, требало уклонити, због отпремања грађе из Доњег Дукађина, који је богат боровином, буковином и др. до Љеша, а оданде до мора. Тврђава Далмација има сачуване темеље једне латинске цркве. Поп је Јастребову рекао да је била посвећена Св. Јовану, а друга црква о којој је исто још тада био сачуван помен је била посвећена Св. Архангелу Михаилу. Пошто су у том крају многи горштаци пресељавали, из разних разлога, каснији досељеници нису сачували многе називе, не само брда него и планина, а тим прије порушених цркава.   Југоисточно од Комана је град Пука.